# Kalkgrasland (associatie)
Een kalkgrasland (Gentiano-Koelerietum) in de strikte zin is een associatie uit het verbond van matig droge kalkgraslanden (Mesobromion). Het is een plantengemeenschap van kalkrijke, droge gronden met overwegend twee- of meerjarige overblijvende kruiden.
Kalkgraslanden zijn in België en Nederland de meest diverse plantengemeenschappen, vooral bekend om hun rijke orchideeënflora.
In ruime zin wordt met kalkgraslanden ook wel alle associaties van de klasse van kalkgraslanden bedoeld, waarvan er vooral in Zuid-Europa tientallen bestaan.

## Naamgeving en codering
| Gentiano-Koelerietum pyramidatae Knapp ex Bornkamm 1960 nom. conserv. propos. |

- Frans: Pelouses calcaires sèches semi-naturelles
- Duits: Enzian-Schillergras-Rasen, Enzian-Schillergras-Halbtrockenrasen
- Syntaxoncode voor Nederland (rVvN): r15Aa01
- BWK-karteringscode: hk
- Natura2000-habitattypecode (EU-code): H6210
- Corine biotope: 34.3 Festuco-Brometea. Dense perennial grasslands and middle European steppes
- Eunis Habitat Types: E1.23 Sub-Atlantic semi-dry calcareous grasslands

De wetenschappelijke naam Gentiano-Koelerietum is afgeleid van de botanische namen van twee opvallende soorten voor de associatie: Duitse gentiaan (Gentianella germanica, synoniem: Gentiana germanica), tevens kensoort, en breed fakkelgras (Koeleria pyramidata).

## Fysiognomie
Kalkgraslandvegetatie heeft in de regel geen boomlaag en een zwak ontwikkelde struiklaag.
De kruidlaag is daarentegen zeer goed ontwikkeld, meestal zeer gesloten, bestaande uit overblijvende kruiden (hemicryptofyten, chamefyten en geofyten), grassen en grasachtige planten, en slechts een beperkt aandeel van eenjarigen. Ze kan verward worden met de eveneens zeer soortenrijke associatie van ruige weegbree en aarddistel, maar in die gemeenschap is het aandeel van rozetplanten in de regel veel hoger, of met de associatie van tengere veldmuur, die dan weer een groter aandeel van eenjarige planten telt.
De moslaag is dikwijls goed ontwikkeld en telt vooral bladmossen.

## Ecologie
De zeer soortenrijke vegetatie van de kalkgraslanden vinden we op zonnige, droge tot matig droge, oligotrofe en basenrijke bodems, in het bijzonder steile hellingen waar krijt- of kalksteen dagzoomt.
Ze zijn ontstaan door menselijke activiteiten, meestal na het kappen van het bos en het omzetten van de grond in hooi- of weiland.

## Verspreiding
Het verspreidingsgebied van de kalkgraslanden is beperkt tot subatlantisch Europa, voornamelijk België, Nederland, Luxemburg, Noord-Frankrijk en West-Duitsland.
In Nederland is deze associatie beperkt tot enkele tientallen hectaren in Zuid-Limburg.
In Vlaanderen komen slechts enkele fragmenten van kalkgrasland voor, en in Wallonië is het te vinden op kalksteen in de vallei van de Maas en zijn bijrivieren, en in Belgisch-Lotharingen.

## Diagnostische taxa voor Nederland en Vlaanderen
Deze associatie heeft voor Nederland als kensoorten de Duitse gentiaan, het kalkwalstro, de grote muggenorchis en de franjegentiaan. Omdat deze associatie de enige van de klasse is die in Nederland voorkomt, zijn de kensoorten van het verbond en van de klasse eveneens van belang bij de determinatie. Vooral de grote centaurie, het duifkruid en de grassoorten gevinde kortsteel en zachte haver zijn praktisch altijd present.
Andere veel voorkomende soorten zijn de kleine pimpernel, geelhartje, kleine bevernel, ruige leeuwentand, bevertjes en de zeegroene zegge. Opvallende is het groot aantal (zeldzame) aan kalk gebonden orchideeën zoals de al genoemde grote muggenorchis, het soldaatje, de aangebrande orchis, het hondskruid, de hommelorchis, de poppenorchis en de vliegenorchis.
In de onderstaande tabel staan de belangrijkste diagnostische plantensoorten van het kalkgrasland voor Nederland en Vlaanderen.

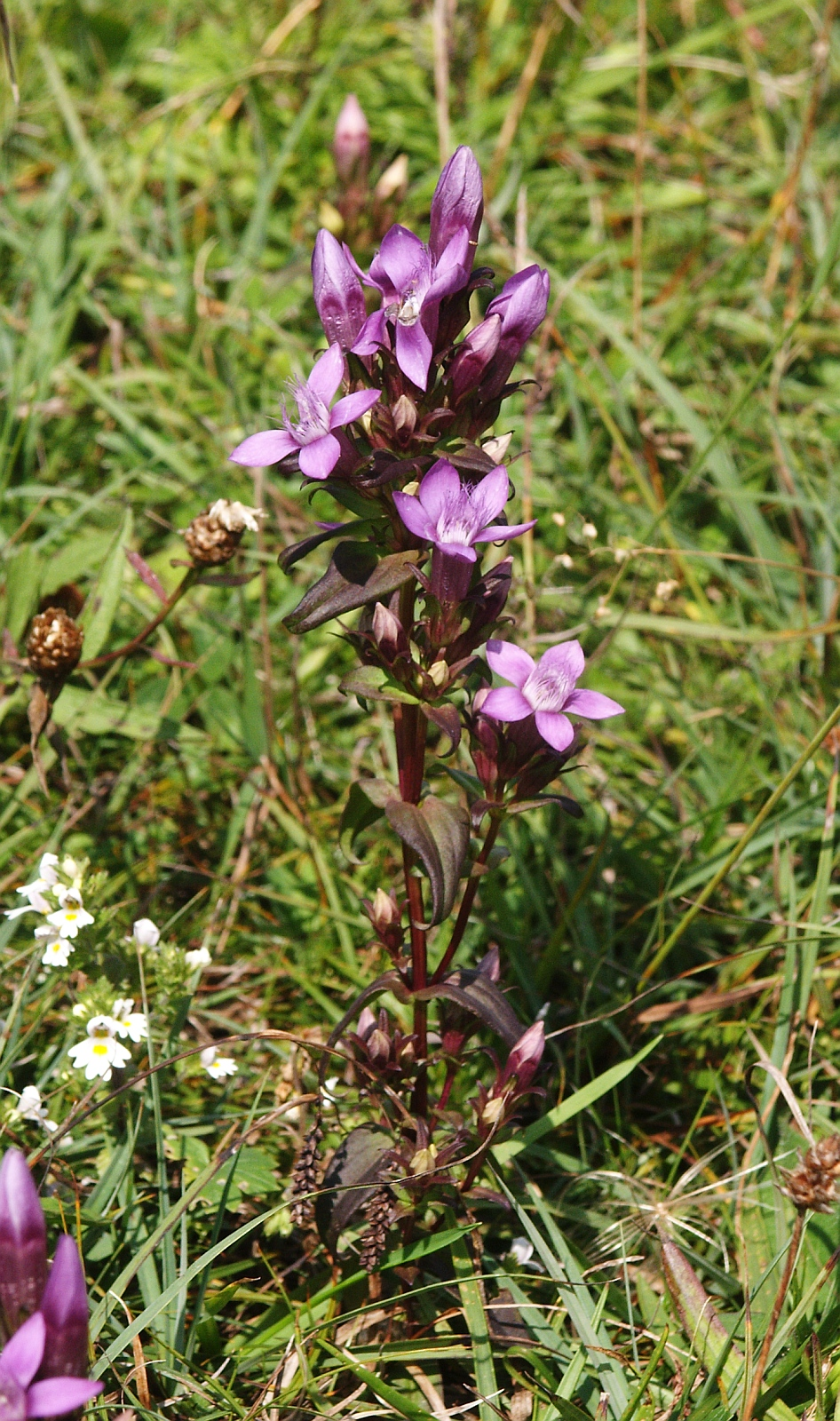
Duitse gentiaan

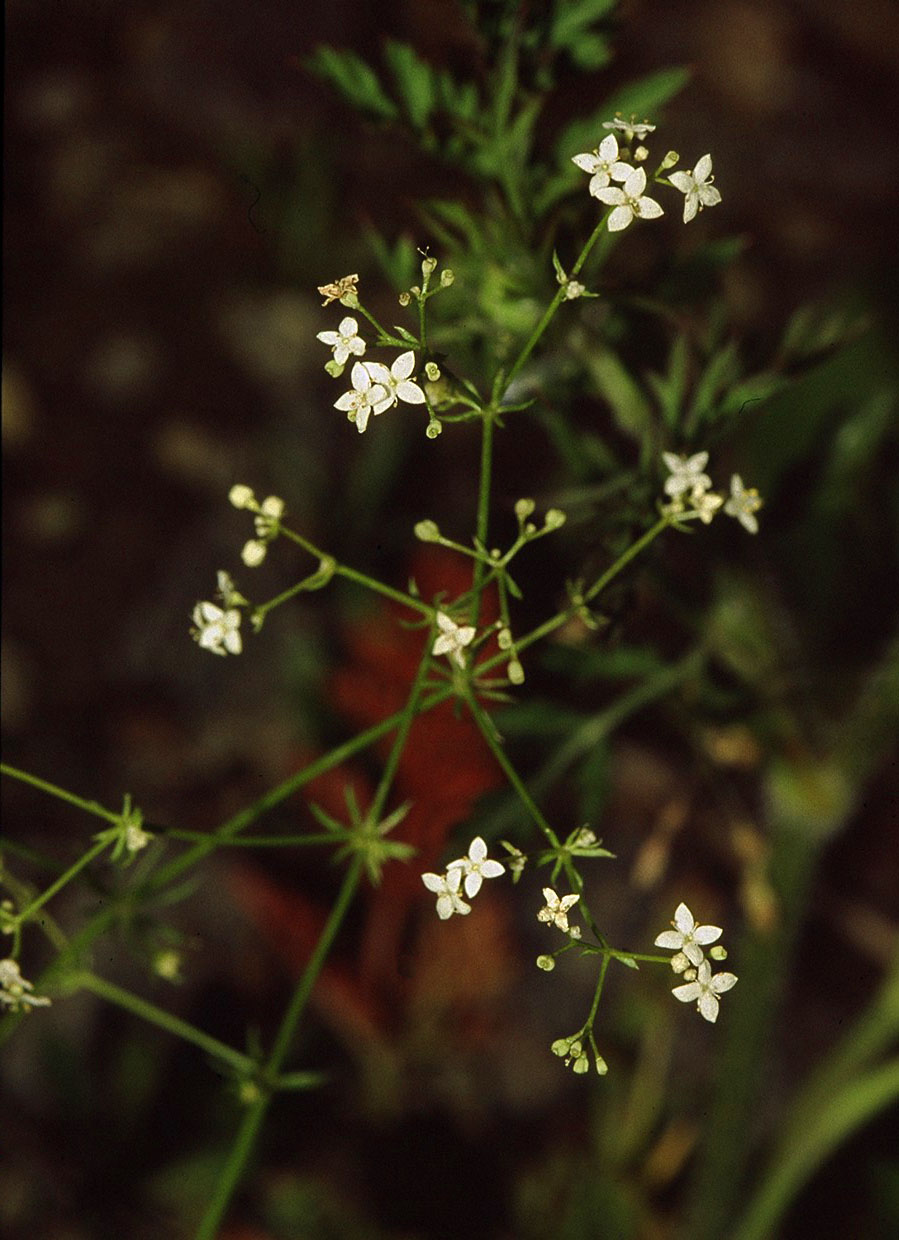
Kalkwalstro

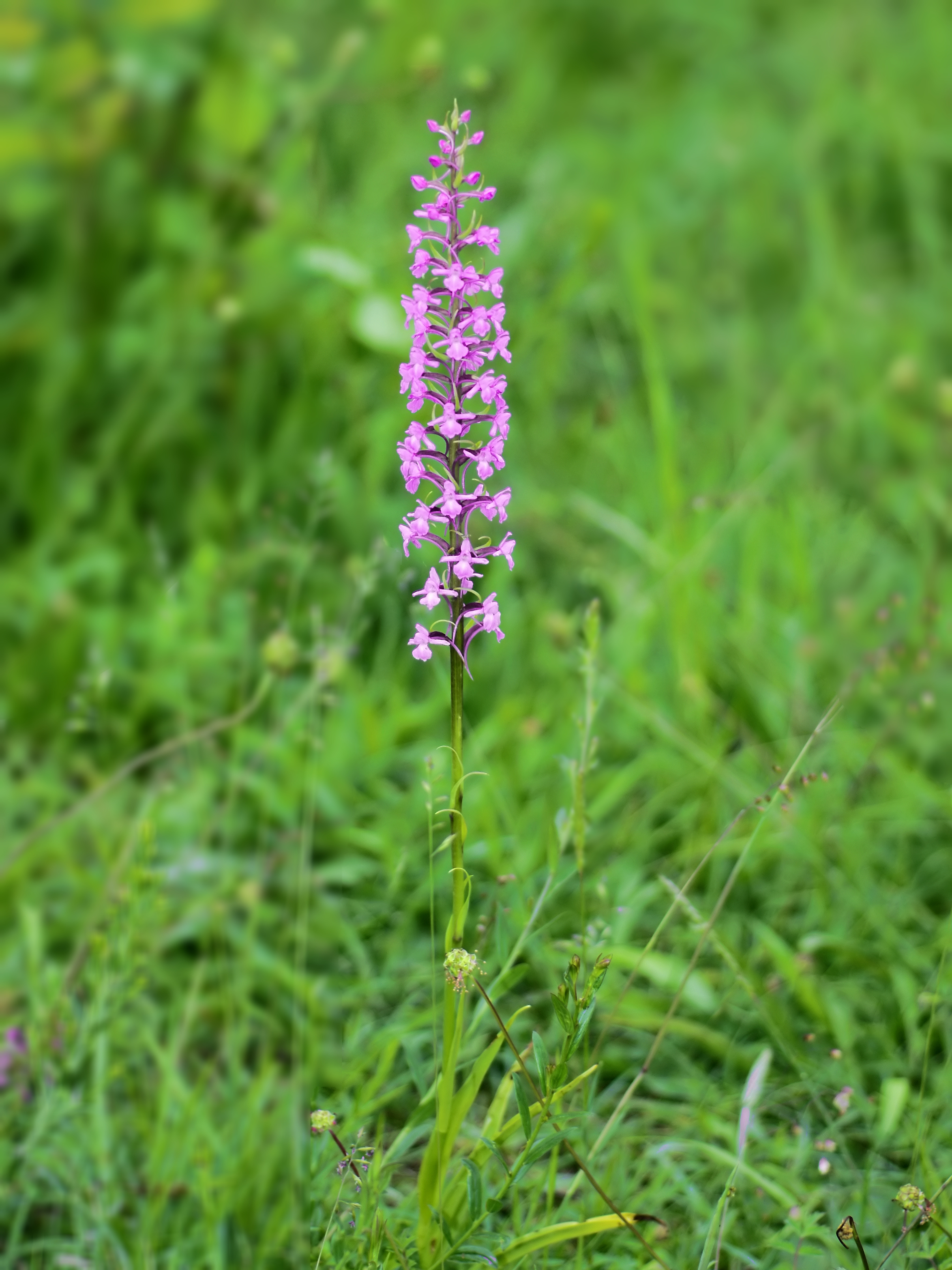
Grote muggenorchis

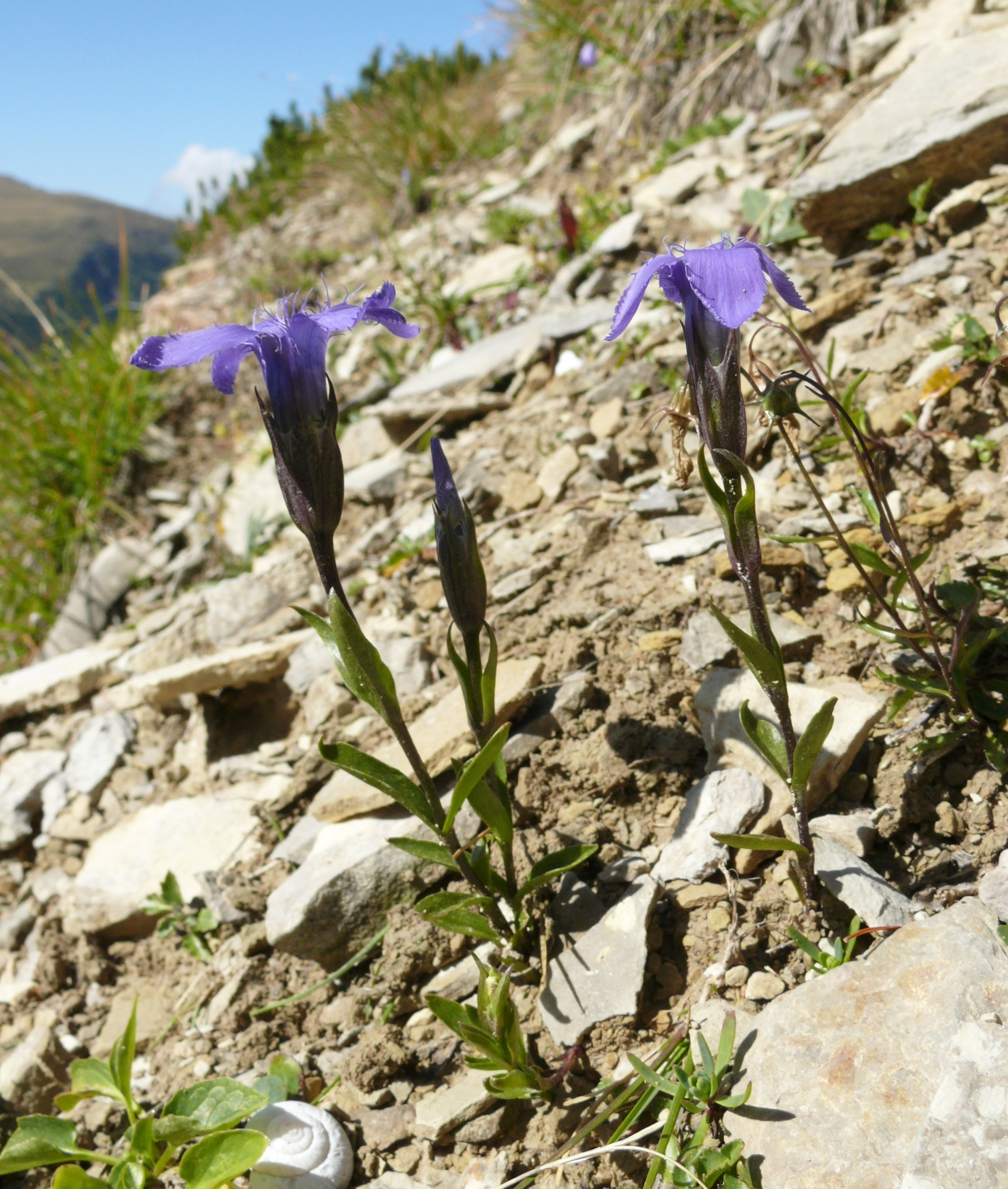
Franjegentiaan

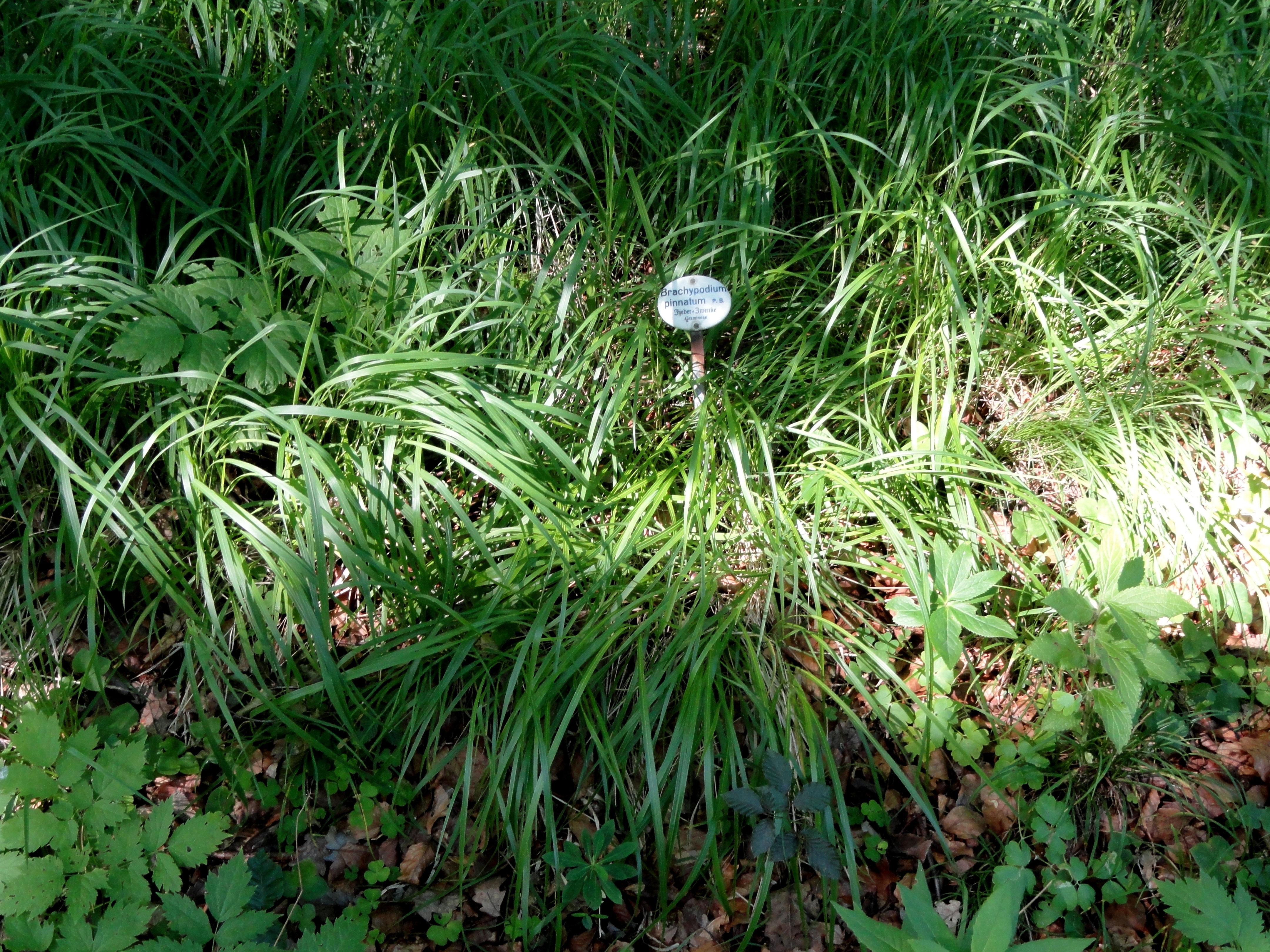
Gevinde kortsteel

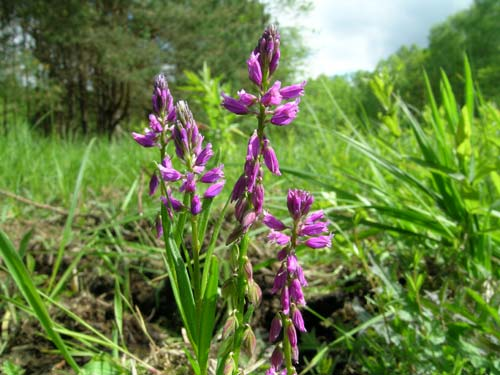
Kuifvleugeltjesbloem

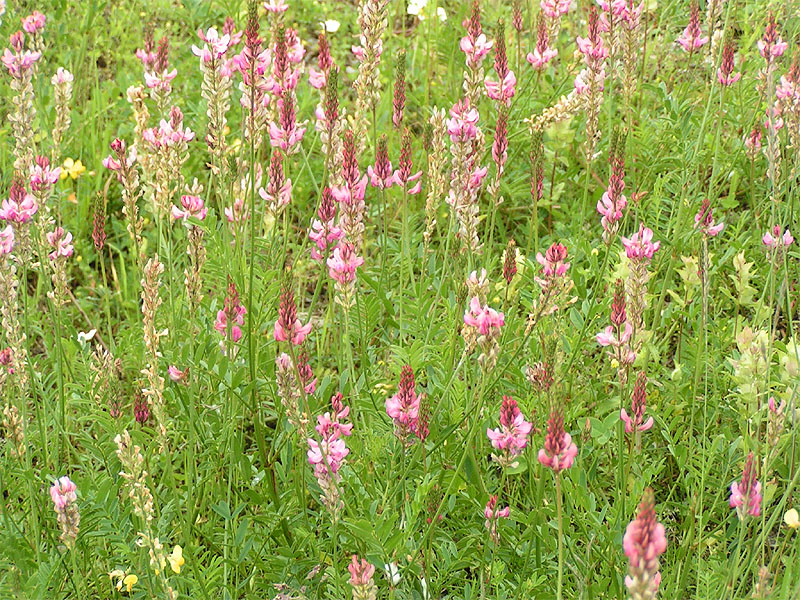
Esparcette

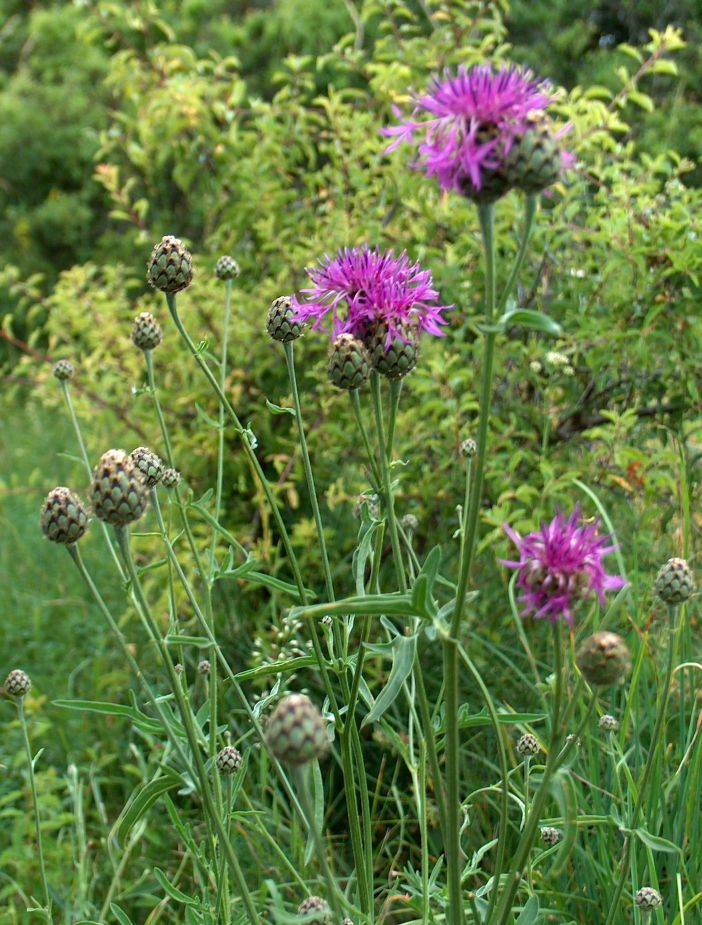
Grote centaurie

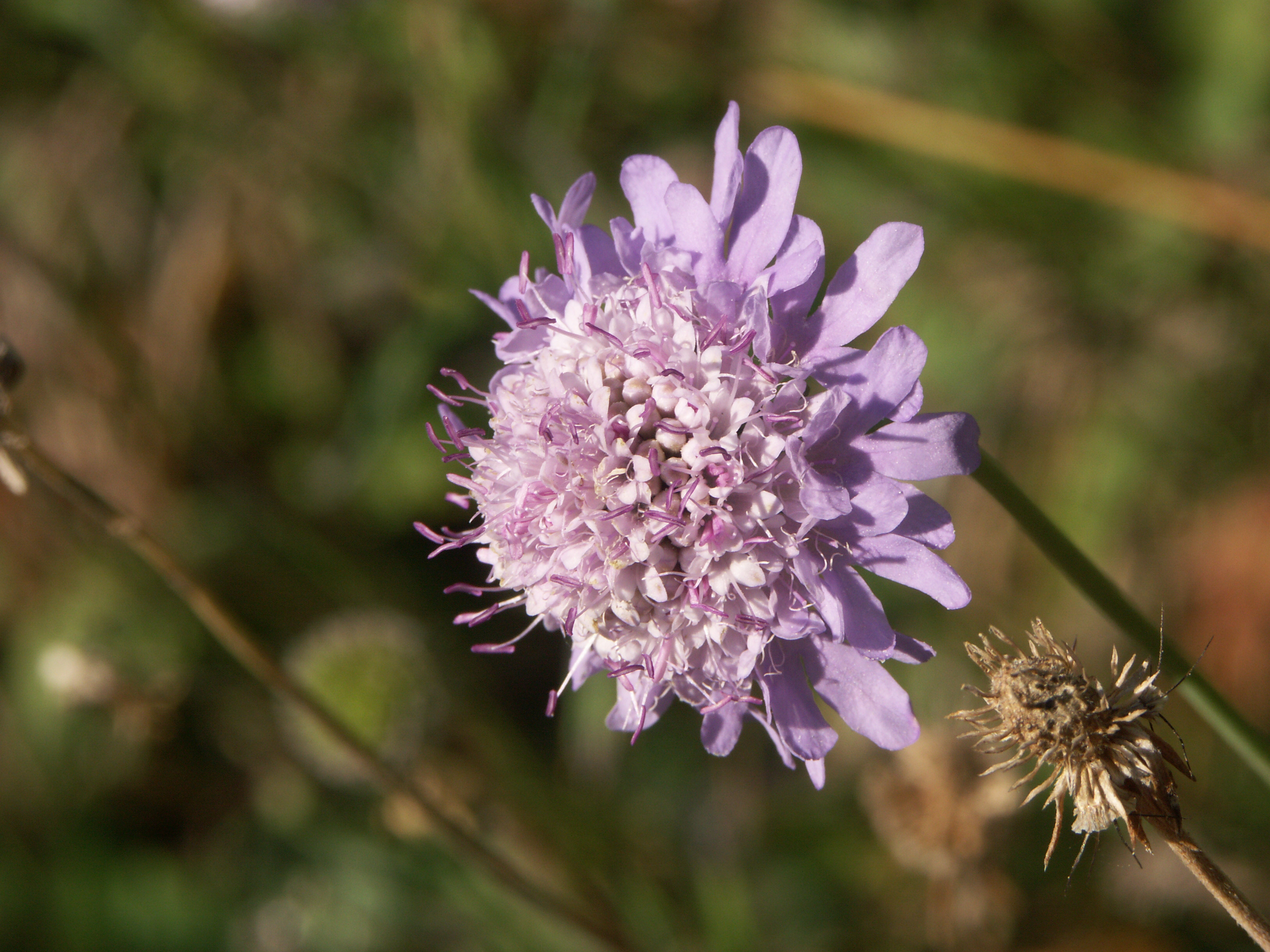
Duifkruid

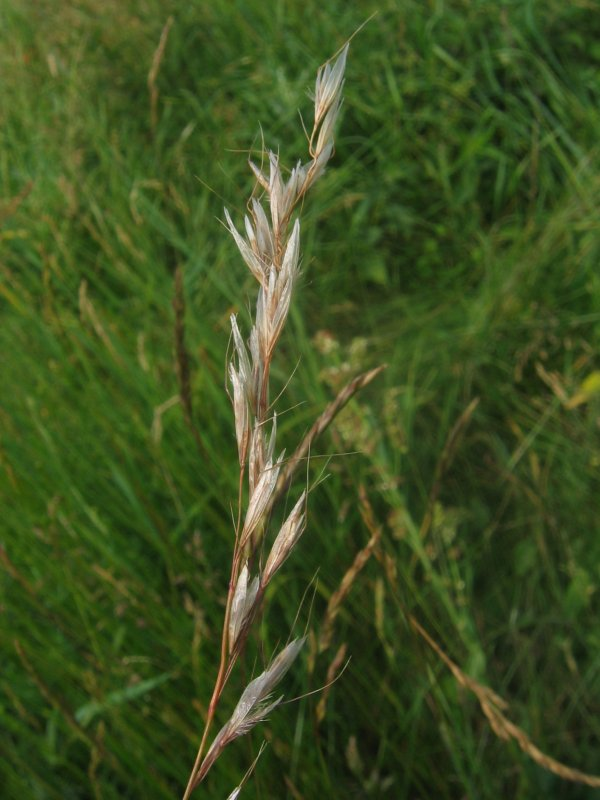
Zachte haver

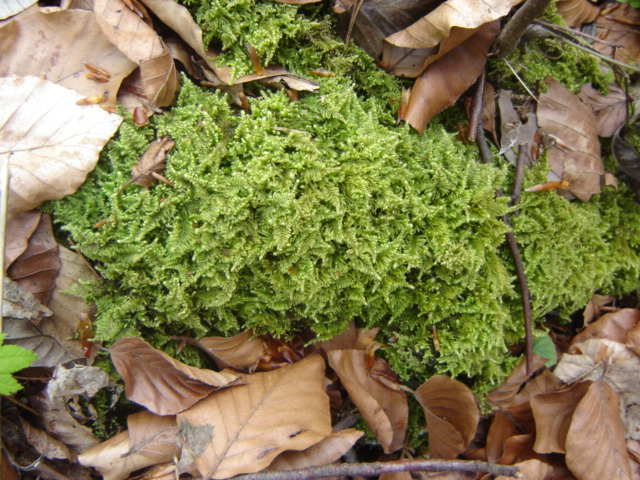
Kammos

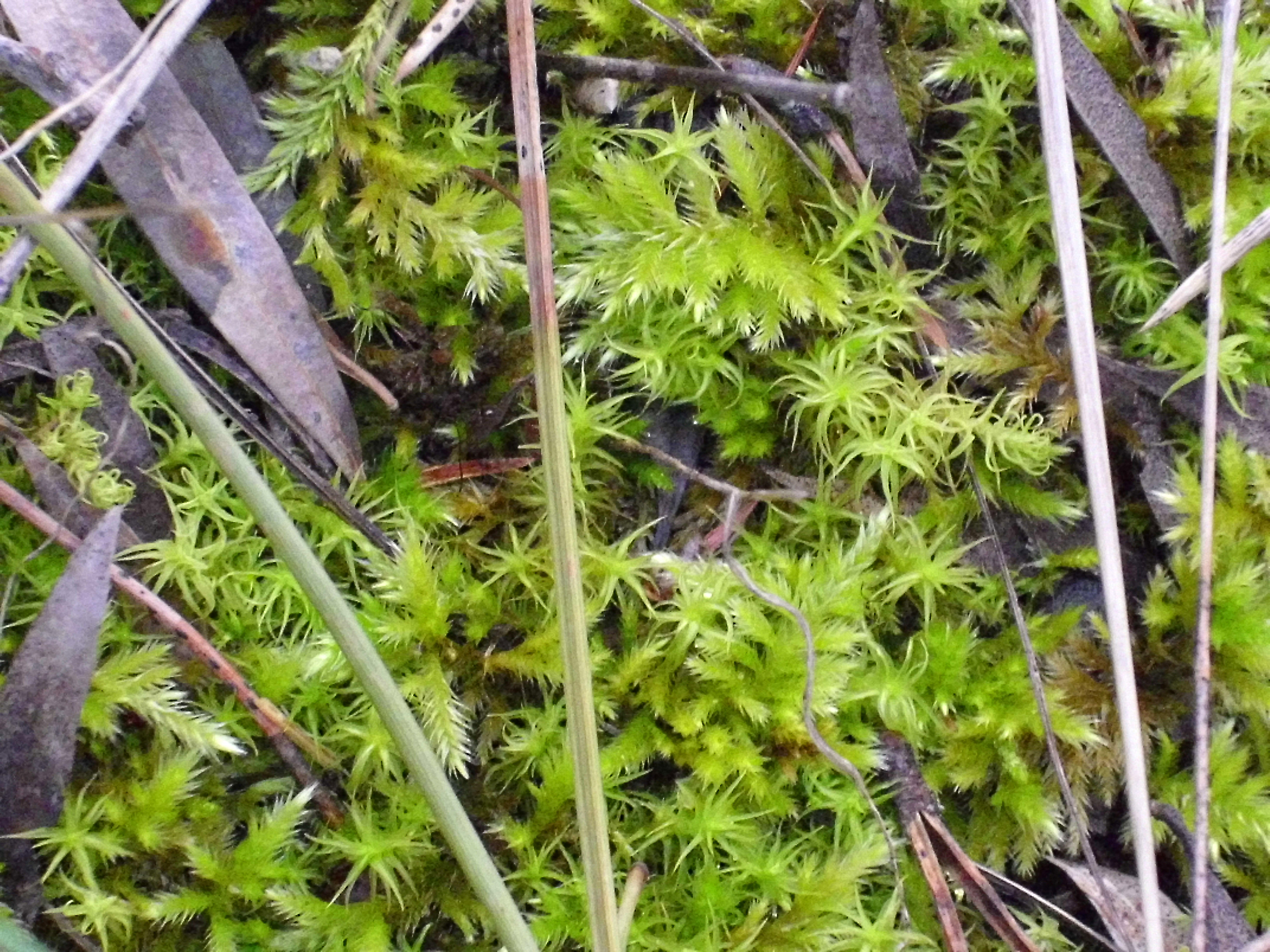
Sparrenmos

Struiklaag
| Kentaxon | Diff.soort | Presentie | Triviale naam        | Botanische naam    | Opmerking |
| -------- | ---------- | --------- | -------------------- | ------------------ | --------- |
|          |            | > 30%     | eenstijlige meidoorn | Crataegus monogyna |           |

Kruidlaag
| Kentaxon | Diff.soort | Presentie | Triviale naam           | Botanische naam               | Opmerking |
| -------- | ---------- | --------- | ----------------------- | ----------------------------- | --------- |
| kA       |            | > 50%     | Duitse gentiaan         | Gentianella germanica         |           |
| kA       |            | > 40%     | kalkwalstro             | Galium pumilum                |           |
| kA       |            | > 20%     | grote muggenorchis      | Gymnadenia conopsea           |           |
| kA       |            | < 10%     | franjegentiaan          | Gentianopsis ciliata          |           |
| kV       |            | > 90%     | gevinde kortsteel       | Brachypodium pinnatum         |           |
| kV       |            | > 30%     | beemdhaver              | Helictotrichon pratense       |           |
| kV       |            | > 20%     | kuifvleugeltjesbloem    | Polygala comosa               |           |
| kV       |            | < 10%     | esparcette              | Onobrychis viciifolia         |           |
| kK       |            | > 80%     | grote centaurie         | Centaurea scabiosa            |           |
| kK       |            | > 70%     | duifkruid               | Scabiosa columbaria           |           |
| kK       |            | > 70%     | zachte haver            | Helictotrichon pubescens      |           |
| kK       |            | > 10%     | breed fakkelgras        | Koeleria pyramidata           |           |
| kK       |            | < 10%     | geel zonneroosje        | Helianthemum nummularium      |           |
| kK       |            | < 10%     | echte gamander          | Teucrium chamaedrys           |           |
|          |            | > 90%     | kleine pimpernel        | Sanguisorba minor             |           |
|          |            | > 90%     | geelhartje              | Linum catharticum             |           |
|          |            | > 80%     | bevertjes               | Briza media                   |           |
|          |            | > 80%     | kleine bevernel         | Pimpinella saxifraga          |           |
|          |            | > 80%     | zeegroene zegge         | Carex flacca                  |           |
|          |            | > 80%     | ruige leeuwentand       | Leontodon hispidus            |           |
|          |            | > 70%     | gewone rolklaver        | Lotus corniculatus            |           |
|          |            | > 70%     | wilde marjolein         | Origanum vulgare              |           |
|          |            | > 70%     | knoopkruid              | Centaurea jacea               |           |
|          |            | > 70%     | gewone margriet         | Leucanthemum vulgare          |           |
|          |            | > 60%     | smalle weegbree         | Plantago lanceolata           |           |
|          |            | > 60%     | grote tijm              | Thymus pulegioides            |           |
|          |            | > 60%     | ruige weegbree          | Plantago media                |           |
|          |            | > 60%     | duizendblad             | Achillea millefolia           |           |
|          |            | > 60%     | driedistel              | Carlina vulgaris              |           |
|          |            | > 50%     | hopklaver               | Medicago lupulina             |           |
|          |            | > 50%     | beemdkroon              | Knautia arvensis              |           |
|          |            | > 50%     | wilde peen              | Daucus carota                 |           |
|          |            | > 50%     | muizenoor               | Pilosella officinarum         |           |
|          |            | > 50%     | gewone agrimonie        | Agrimonia eupatoria           |           |
|          |            | > 50%     | gewone vleugeltjesbloem | Polygala vulgaris             |           |
|          |            | > 50%     | rood zwenkgras          | Festuca rubra                 |           |
|          |            | > 50%     | smal fakkelgras         | Koeleria macrantha            |           |
|          |            | > 40%     | goudhaver               | Trisetum flavescens           |           |
|          |            | > 40%     | grasklokje              | Campanula rotundifolia        |           |
|          |            | > 40%     | knolboterbloem          | Ranunculus bulbosus           |           |
|          |            | > 40%     | voorjaarszegge          | Caerx caryophyllea            |           |
|          |            | > 40%     | aarddistel              | Cirsium acaule                |           |
|          |            | > 30%     | veldbeemdgras           | Poa pratensis                 |           |
|          |            | > 30%     | kruipend stalkruid      | Ononis spinosa subsp. repens  |           |
|          |            | > 30%     | sint-janskruid          | Hypericum perforatum          |           |
|          |            | > 30%     | vogelwikke              | Vicia cracca                  |           |
|          |            | > 30%     | schapengras             | Festuca ovina subsp. vulgaris |           |
|          |            | > 20%     | kropaar                 | Dactylis glomerata            |           |
|          |            | > 20%     | stijve ogentroost       | Euphrasia stricta             |           |
|          |            | > 20%     | echt bitterkruid        | Picris hieracioides           |           |
|          |            | > 20%     | kleine ratelaar         | Rhinanthus minor              |           |
|          |            | > 20%     | voorjaarsganzerik       | Potentilla tabernaemontani    |           |
|          |            | > 20%     | gewone zandmuur         | Arenaria serpyllifolia        |           |
|          |            | > 20%     | wondklaver              | Anthyllis vulneraria          |           |
|          |            | > 20%     | kattendoorn             | Ononis spinosa subsp. spinosa |           |
|          |            | > 20%     | gewone brunel           | Prunella vulgaris             |           |
|          |            | > 20%     | geel walstro            | Galium verum                  |           |
|          |            | > 10%     | rode klaver             | Trifolium pratense            |           |

Moslaag
| Kentaxon | Diff.soort | Presentie | Triviale naam   | Botanische naam               | Opmerking |
| -------- | ---------- | --------- | --------------- | ----------------------------- | --------- |
| kV       |            | > 20%     | kammos          | Ctenidium molluscum           |           |
| kV       |            | > 20%     | kalkgoudmos     | Campyliadelphus chrysophyllus |           |
| kV       |            | > 20%     | kalkvedermos    | Fissidens dubius              |           |
| kK       |            | < 10%     | sparrenmos      | Thuidium abietinum            |           |
|          |            | > 20%     | kleivedermos    | Fissidens taxifolius          |           |
|          |            | > 20%     | groot laddermos | Pseudoscleropodium purum      |           |
|          |            | > 20%     | gewoon puntmos  | Calliergonella cuspidata      |           |
|          |            | > 20%     | smaragdmos      | Homalothecium lutescens       |           |

## Bedreiging en bescherming
Kalkgraslanden zijn niet afhankelijk van grondwater, waardoor verdroging of waterverontreiniging geen gevaar vormen.
Ze zijn ontstaan ten gevolge van menselijke ingrepen en voor hun voortbestaan daar ook van afhankelijk; beweiding met schapen of hooilandbeheer zijn noodzakelijk om te vermijden dat het grasland terug verbost.

## Biologische Waarderingskaart
In de Biologische Waarderingskaart (BWK) van Vlaanderen en het Brussels Hoofdstedelijk Gewest is deze associatie opgenomen als kalkgrasland (hk).
Dit vegetatietype staat gewaardeerd als 'biologisch zeer waardevol'.